# Llista de peixos del riu Iang-Tsé

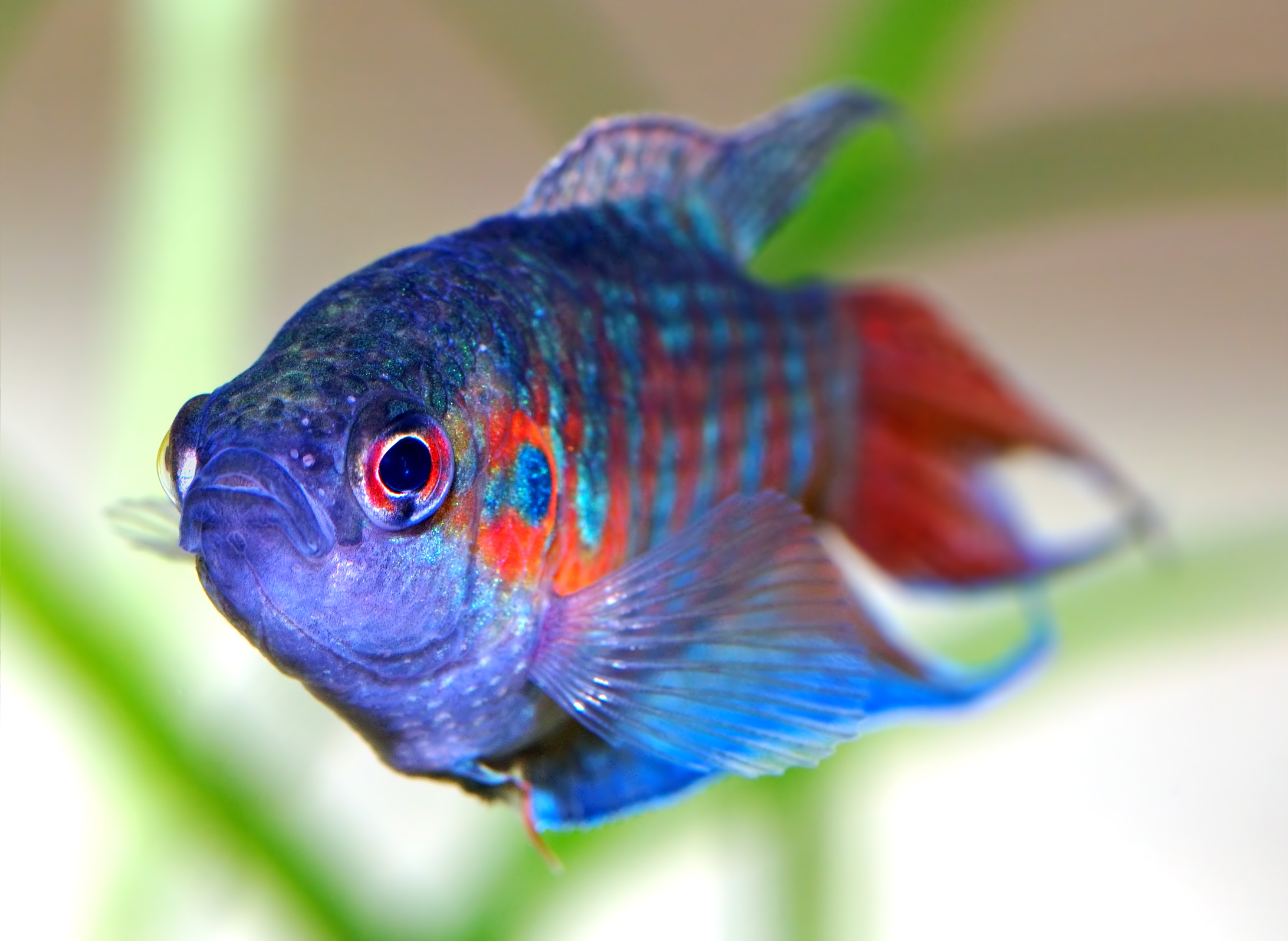
Macropodus opercularis

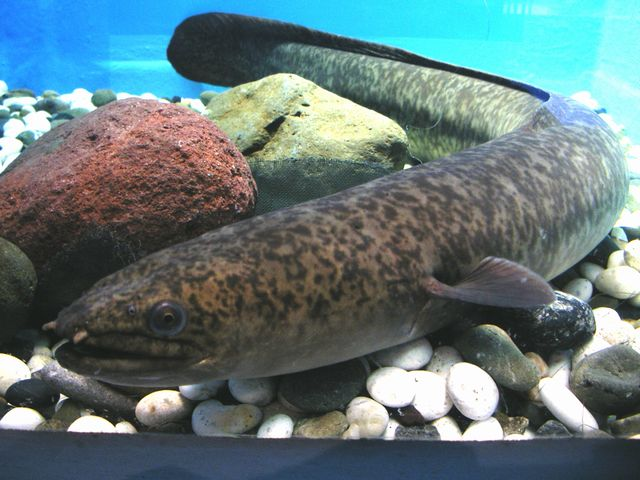
Anguilla marmorata

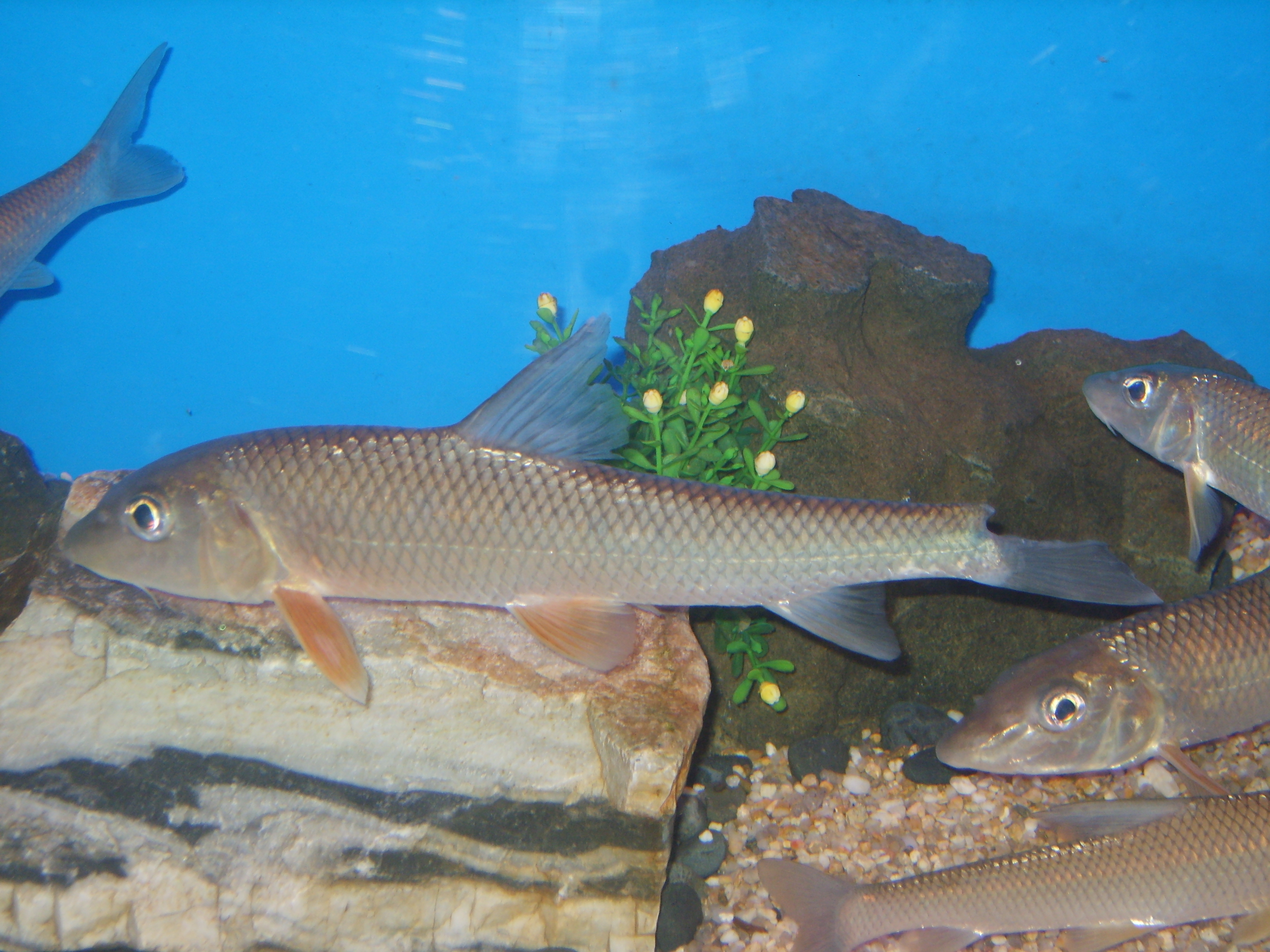
Hemibarbus labeo

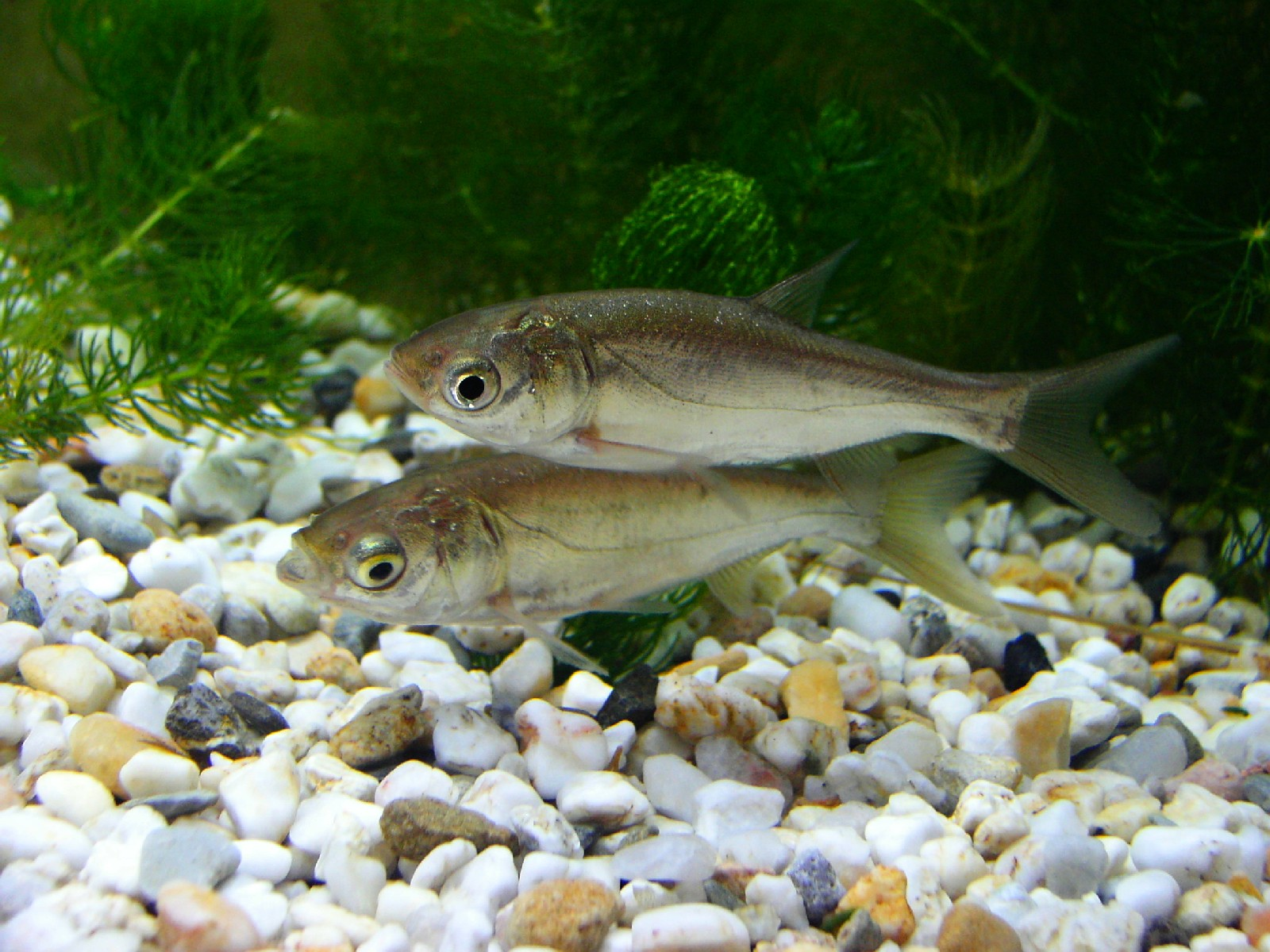
Hypophthalmichthys molitrix

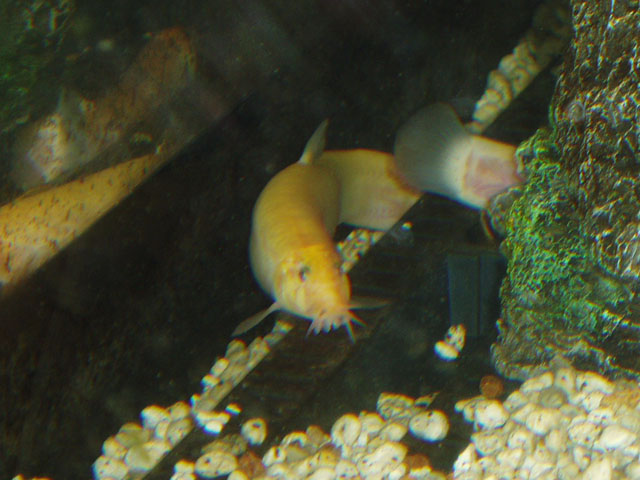
Misgurnus anguillicaudatus

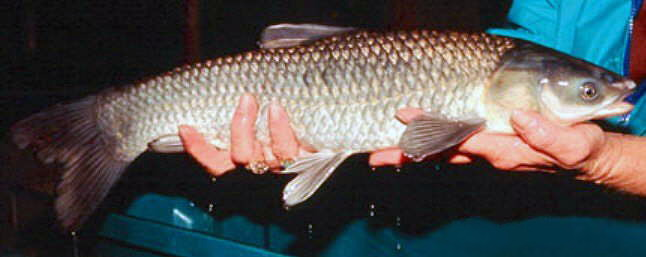
Mylopharyngodon piceus

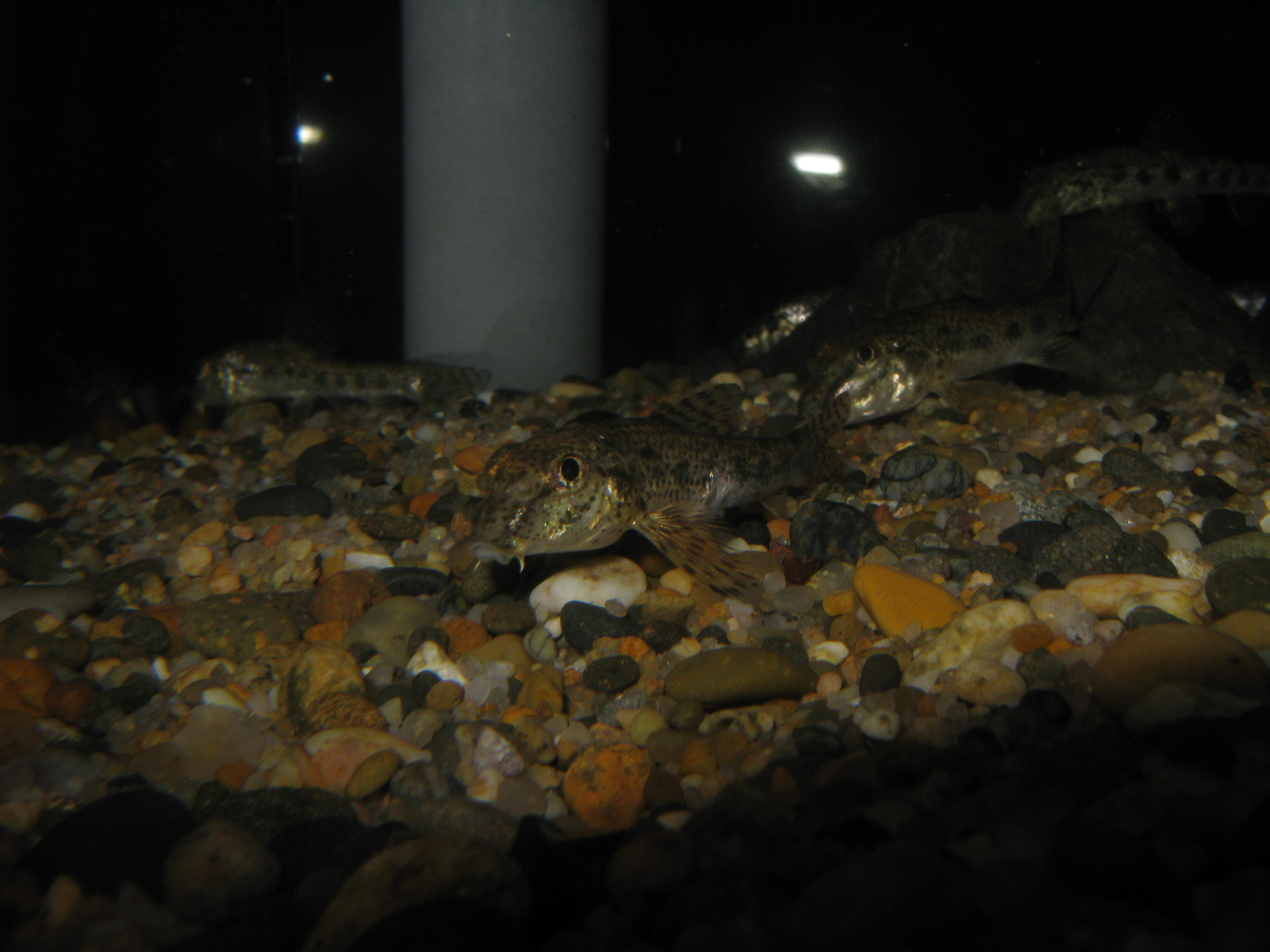
Abbottina rivularis

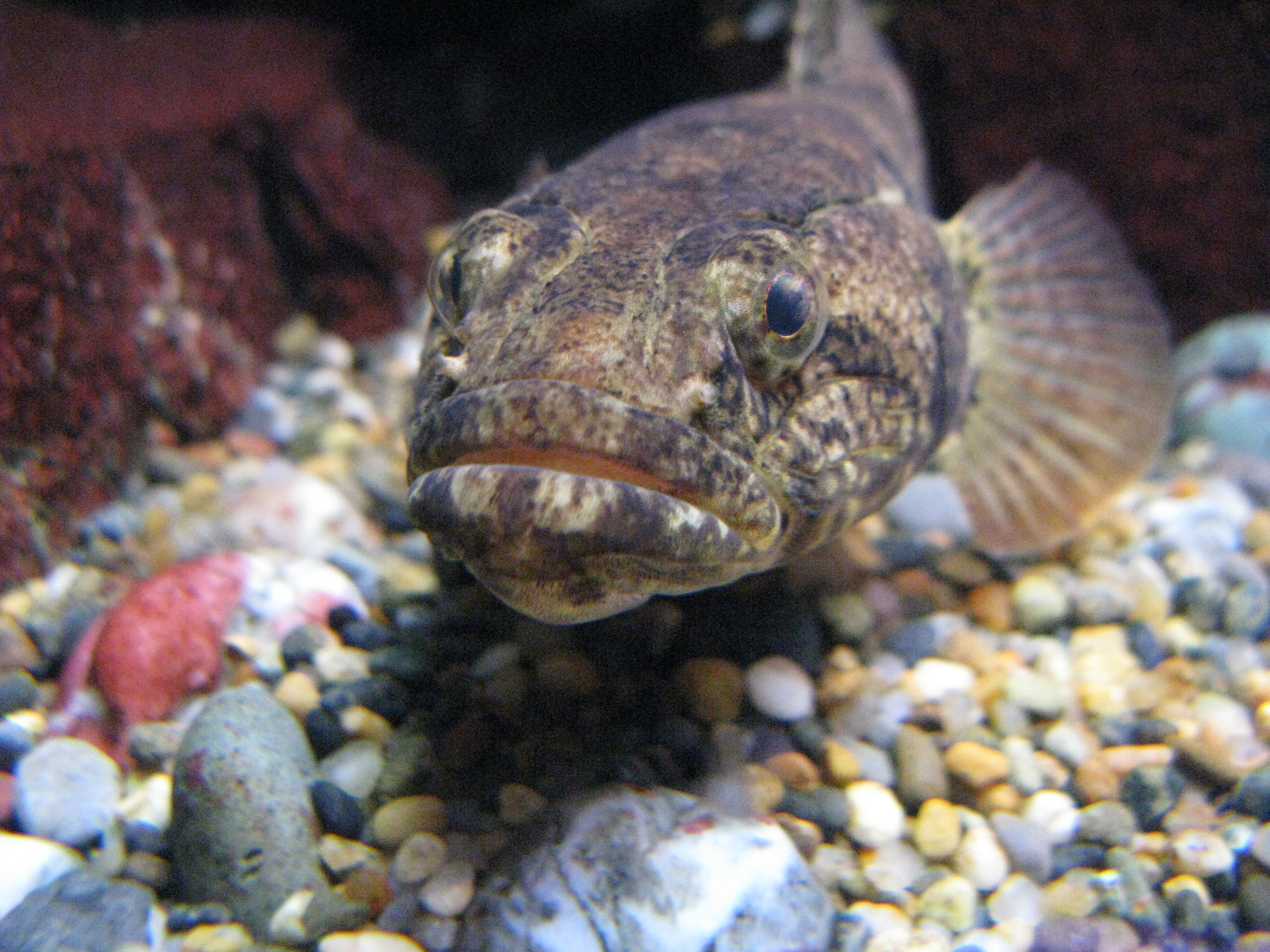
Odontobutis obscura

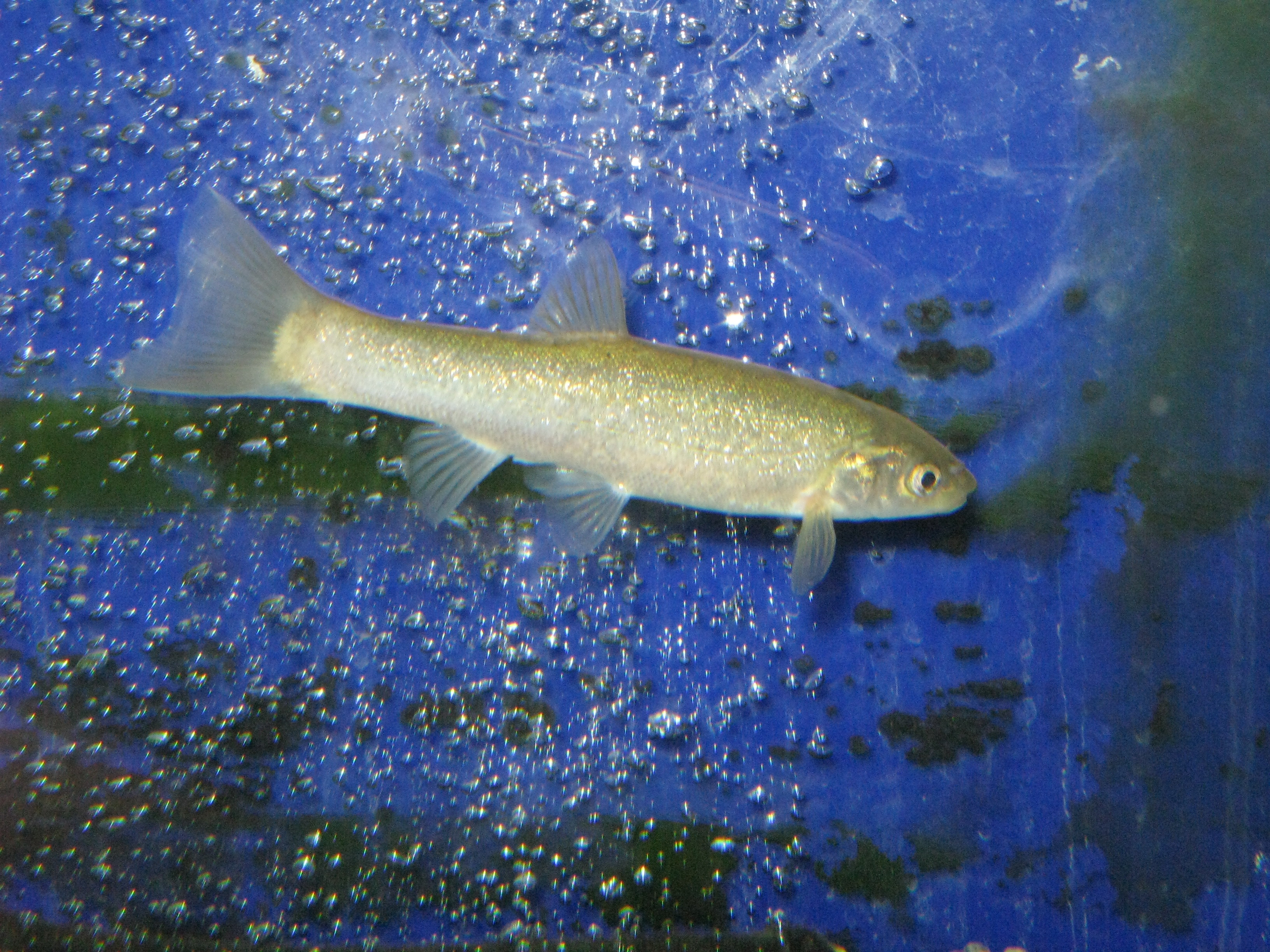
Phoxinus oxycephalus

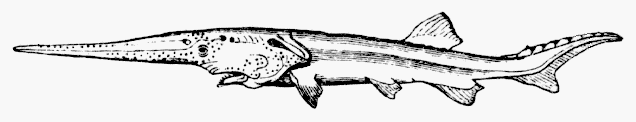
Psephurus gladius

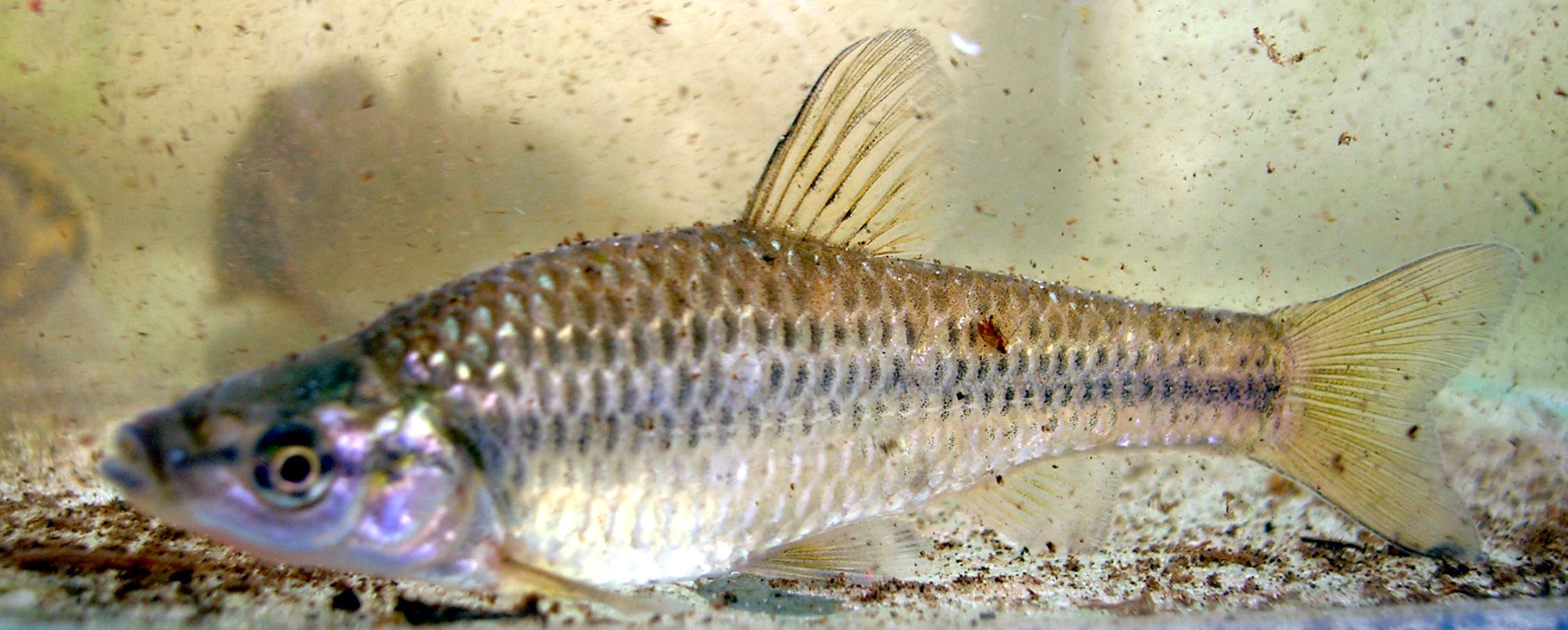
Pseudorasbora parva

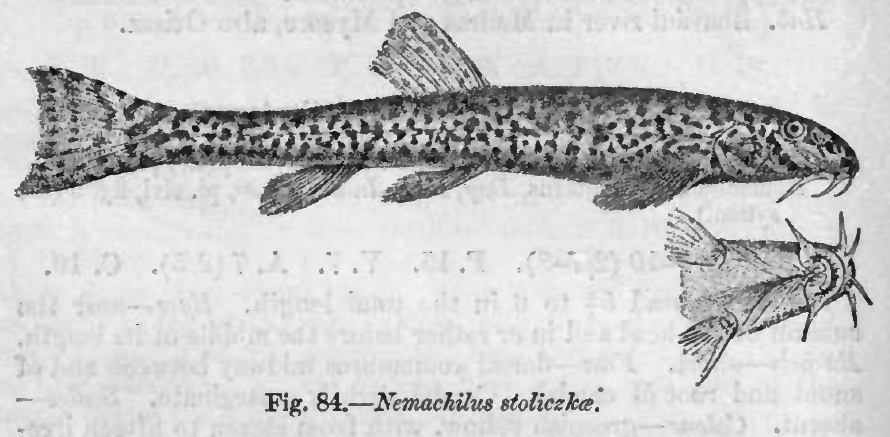
Triplophysa stoliczkai

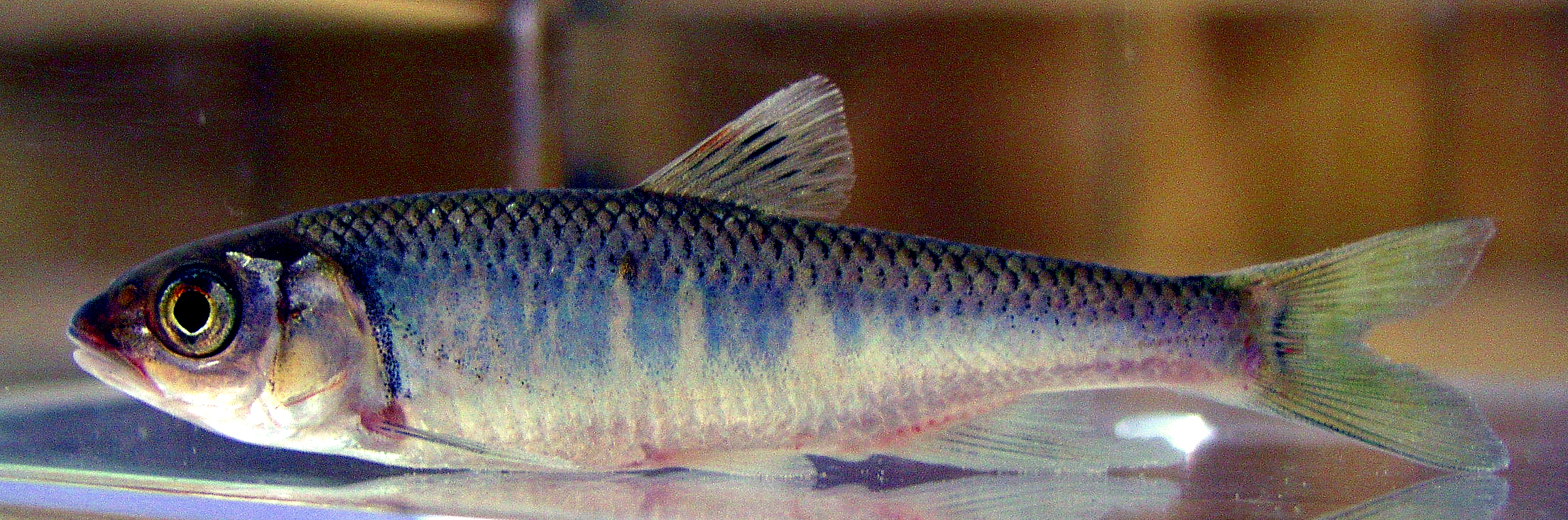
Zacco platypus

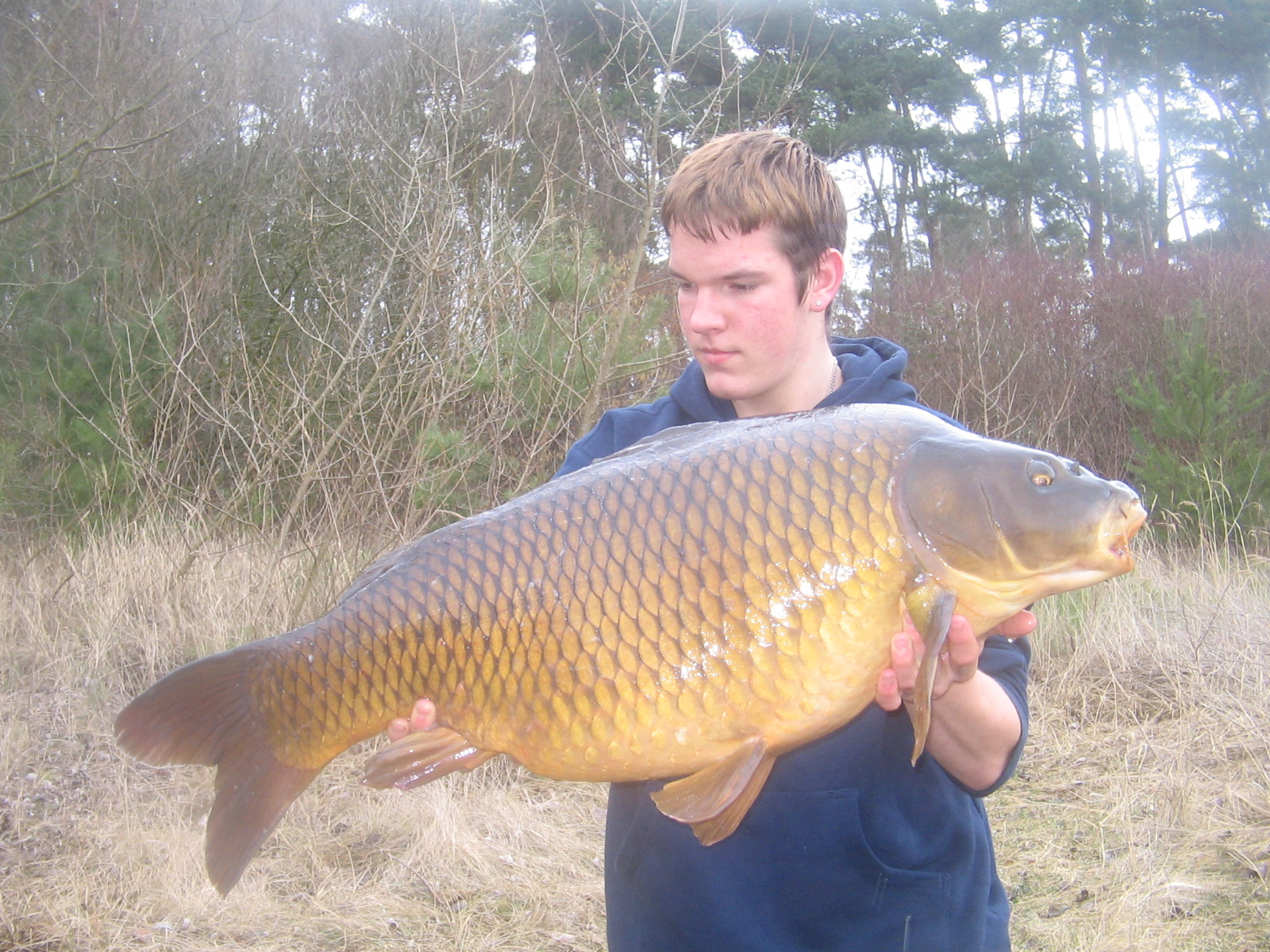
Cyprinus carpio carpio

Aquesta llista de peixos del riu Iang-Tsé -incompleta- inclou les 211 espècies de peixos que es poden trobar al riu Iang-Tsé, a la Xina, ordenades per l'ordre alfabètic de llur nom científic.

## A
- Abbottina obtusirostris
- Abbottina rivularis
- Acanthogobius luridus
- Acanthorhodeus chankaensis
- Acheilognathus barbatulus
- Acheilognathus gracilis
- Acheilognathus imberbis
- Acheilognathus macropterus
- Acheilognathus tabira tabira
- Acheilognathus tonkinensis
- Acipenser dabryanus
- Acipenser sinensis
- Acrossocheilus labiatus
- Acrossocheilus monticola
- Acrossocheilus yunnanensis
- Anabarilius alburnops
- Anabarilius brevianalis
- Anabarilius liui chenghaiensis
- Anabarilius liui liui
- Anabarilius polylepis
- Anabarilius qionghaiensis
- Anabarilius songmingensis
- Anabarilius xundianensis
- Ancherythroculter kurematsui
- Ancherythroculter nigrocauda
- Ancherythroculter wangi
- Anguilla marmorata
- Atrilinea macrolepis

## B
- Beaufortia liui
- Beaufortia szechuanensis
- Belligobio nummifer

## C
- Carassius auratus auratus
- Channa argus argus
- Channa maculata
- Chanodichthys dabryi'
- Chanodichthys erythropterus
- Chanodichthys mongolicus
- Chanodichthys oxycephalus
- Clarias fuscus
- Coilia brachygnathus
- Coreius guichenoti
- Coreius heterodon
- Culter alburnus
- Culter mongolicus
- Culter oxycephaloides
- Cyclocheilichthys sinensis
- Cyprinus carpio carpio

## D
- Diptychus kaznakovi
- Discogobio yunnanensis

## E
- Elopichthys bambusa
- Erythroculter hypselonotus
- Etrumeus teres
- Euchiloglanis davidi

## G
- Garra imberba
- Glyptothorax fokiensis
- Glyptothorax sinensis
- Gnathopogon herzensteini
- Gnathopogon imberbis
- Gnathopogon nicholsi
- Gobiobotia abbreviata
- Gobiobotia filifer
- Gobiobotia longibarba
- Gobiobotia pappenheimi
- Gobiocypris rarus
- Gymnocypris potanini
- Gymnodiptychus pachycheilus

## H
- Hemibagrus macropterus
- Hemibarbus labeo
- Hemibarbus maculatus
- Hemiculter bleekeri
- Hemiculter leucisculus
- Hemiculter tchangi
- Hemiculterella sauvagei
- Hemisalanx brachyrostralis
- Herzensteinia microcephalus
- Hucho bleekeri
- Huigobio chinssuensis
- Hypophthalmichthys molitrix

## J
- Jinshaia sinensis

## L
- Leiocassis crassilabris
- Leiocassis tenuifurcatus
- Leptobotia elongata
- Leptobotia rubrilabris
- Leptobotia taeniops
- Lepturichthys fimbriata
- Liobagrus aequilabris
- Liobagrus kingi
- Liobagrus marginatoides
- Liobagrus marginatus
- Liobagrus styani
- Luciobrama macrocephalus

## M
- Macrognathus aculeatus
- Macropodus opercularis
- Megalobrama amblycephala
- Metahomaloptera omeiensis
- Micropercops swinhonis
- Microphysogobio fukiensis
- Microphysogobio kiatingensis
- Microphysogobio tungtingensis
- Misgurnus anguillicaudatus
- Mugil soiuy
- Mylopharyngodon piceus

## N
- Neosalanx taihuensis

## O
- Ochetobius elongatus
- Odontobutis obscura
- Onychostoma macrolepis
- Oreias dabryi

## P
- Parabotia banarescui
- Parabotia maculosa
- Parabramis pekinensis
- Paracobitis potanini
- Paracobitis variegatus
- Paramisgurnus dabryanus
- Parasinilabeo assimilis
- Pareuchiloglanis sinensis
- Pelteobagrus eupogon
- Pelteobagrus fulvidraco
- Pelteobagrus vachellii
- Phoxinus oxycephalus
- Plagiognathops microlepis
- Platysmacheilus longibarbatus
- Procypris rabaudi
- Psephurus gladius
- Pseudobagrus brachyrhabdion
- Pseudobagrus emarginatus
- Pseudobagrus pratti
- Pseudobagrus tenuis
- Pseudobagrus truncatus
- Pseudogyrinocheilus prochilus
- Pseudohemiculter dispar
- Pseudohemiculter hainanensis
- Pseudolaubuca engraulis
- Pseudolaubuca sinensis
- Pseudorasbora parva

## R
- Rhinogobio cylindricus
- Rhinogobio hunanensis
- Rhinogobio ventralis
- Rhinogobius cliffordpopei
- Rhinogobius giurinus
- Rhodeus sinensis

## S
- Sarcocheilichthys davidi
- Sarcocheilichthys kiangsiensis
- Sarcocheilichthys nigripinnis nigripinnis
- Sarcocheilichthys parvus
- Sarcocheilichthys sinensis sinensis
- Saurogobio dabryi
- Saurogobio dumerili
- Saurogobio gracilicaudatus
- Saurogobio gymnocheilus
- Saurogobio lissilabris
- Schistura pseudofasciolata
- Schizopygopsis anteroventris
- Schizopygopsis malacanthus
- Schizothorax chongi
- Schizothorax cryptolepis
- Schizothorax davidi
- Schizothorax dolichonema
- Schizothorax grahami
- Schizothorax heterochilus
- Schizothorax kozlovi
- Schizothorax labrosus
- Schizothorax longibarbus
- Schizothorax microstomus
- Schizothorax ninglangensis
- Schizothorax parvus
- Schizothorax prenanti
- Schizothorax sinensis
- Schizothorax wangchiachii
- Schizothorax yunnanensis weiningensis
- Silurus meridionalis
- Sinibotia superciliaris
- Sinibrama longianalis
- Sinibrama taeniatus
- Sinilabeo hummeli
- Sinilabeo longibarbatus
- Sinilabeo rendahli
- Siniperca undulata
- Sinocrossocheilus guizhouensis
- Sinocyclocheilus grahami
- Sinocyclocheilus multipunctatus
- Sinogastromyzon sichangensis
- Spinibarbus denticulatus
- Spinibarbus hollandi
- Spinibarbus sinensis
- Squalidus nitens

## T
- Tenualosa reevesii
- Toxabramis swinhonis
- Triplophysa bleekeri
- Triplophysa lixianensis
- Triplophysa markehenensis
- Triplophysa microps
- Triplophysa ninglangensis
- Triplophysa obscura
- Triplophysa pseudoscleroptera
- Triplophysa robusta
- Triplophysa rotundiventris
- Triplophysa stenura
- Triplophysa stoliczkai

## X
- Xenocypris argentea
- Xenophysogobio boulengeri
- Xenophysogobio nudicorpa

## Z
- Zacco chengtui
- Zacco platypus[1]